# Земеделски съюз „Александър Стамболийски“
Вижте пояснителната страница за други значения на БЗНС.
Земеделски съюз „Александър Стамболийски“ (ЗС „Александър Стамболийски“) е лявоцентристка земеделска политическа партия в България, част от доминираната от БСП Коалиция за България.

## История
Образуван е през 1993 г. като Български земеделски народен съюз „Александър Стамболийски“ след отделяне от БЗНС. Негов ръководител до 2005 г. е Светослав Шиваров.
На конгреса на 12 февруари 2005 г. за председател на Съюза е избран Спас Панчев. БЗНС „Александър Стамболийски“ участва в изборите за XL народно събрание през 2005 г. като част от „Коалиция за България“. Неговият председател Спас Панчев е заместник министър на отбраната, а началникът на кабинета на министъра на транспорта е заместник-председател и член на Постоянното присъствие на ЗС „Ал. Стамболийски“.
През 2009 г. ЗС „Ал. Стамболийски“ участва на изборите за XLI народно събрание, като председателят Спас Панчев е втори в листата на Коалиция за България, за 27 МИР-Стара Загора. Избран е за народен представител в XLI народно събрание, член на постоянните комисии по земеделие и гори и външна политика и отбрана.
Според последните изисквания на Закона за политическите партии на Конгрес на Съюза през декември 2005 г. БЗНС „Александър Стамболийски“ се преименува, а от февруари 2006 г. е с официална съдебна регистрация като Земеделски съюз „Александър Стамболийски“.